# Theodor Buiucliu
Theodor Buiucliu (n. 9 mai 1837, Iași – d. 12 septembrie 1897, Iași) a fost un pictor peisagist, membru al Societății Junimea, profesor la Școala de Belle-Arte din Iași.

## Biografie

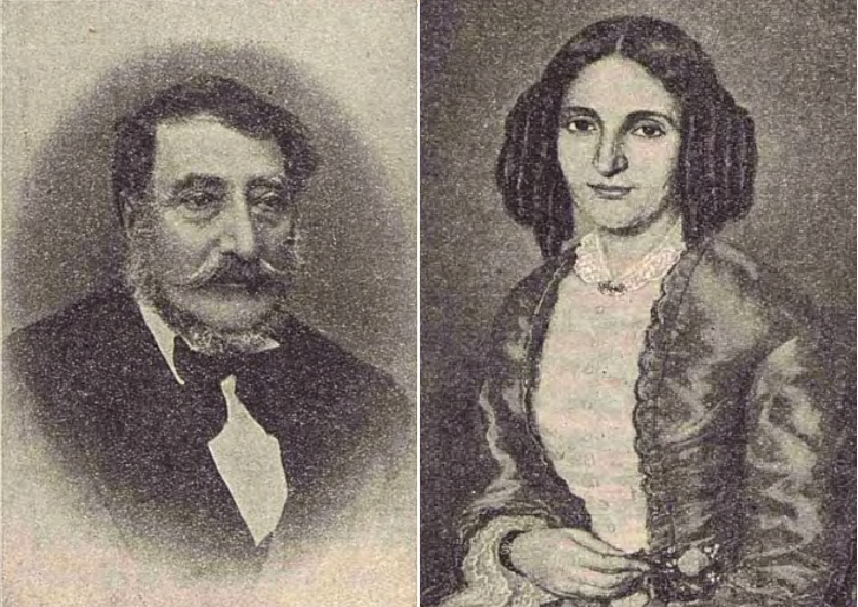
Iacob Buiucliu (fotografie din 1874) și Maria Tossun-Buiucliu (miniatură din 1851)

Theodor Buiucliu s-a născut la Iași în familia negustorului înstărit Iacob Buiucliu (1809-1881) și a Mariei Tossun (1817-1907), ambii de origine armeană. Familia era numeroasă, Theodor având mai mulți frați: Grigore (n. 1840), mai târziu jurist, Christe (n. 1874), Ioan (agronom), Abgar, zis Murzuc (n. 1877), Vahan și Artaxerxes (inginer). Theodor a urmat studiile medii lângă Paris, la Colegiul armean Moorat din Sèvres, școală condusă de călugării mechitariști. Face studii de artă plastică la Paris.
Revenit în țară, cu influența junimiștilor din al căror cerc făcea parte, obține în octombrie 1880 postul de profesor la Școala de Belle Arte din Iași și pe cel de caligrafie și desen la Școala comercială din același oraș. Această numire a generat, ulterior, un conflict cu directorul școlii, profesorul Gheorghe Panaiteanu-Bardasare, care prevăzuse respectivul post pentru Emanoil Panaiteanu-Bardasare, nepotul său. Ca urmare a cererii de revocare a numirii făcută de Gheorghe Panaiteanu-Bardasare către Ministerul Cultelor, Theodor Buiucliu părăsește postul de profesor de peisagistică de la Școala de Belle Arte după numai un an, în toamna anului 1881.
Theodor Buiucliu a executat ilustrațiile la cartea lui Ion Creangă Amintiri din copilărie publicată în 1892.

## Opera
Deși nu a fost un reprezentant major al picturii române în secolul al XIX-lea, Theodor Buiucliu s-a remarcat ca pictor peisagist, expunând în 1883, la prima „Expoziție a artiștilor în viață”, lucrările Primăvara, Sfârșit de vară, Apus de soare, O cascadă, Colț din parcul din Pașcani și Lunca din Mircești. Ultima lucrare, care a fost premiată de juriu (Panaiteanu fiind președinte), a ajuns în 1942, printr-o donație, în posesia Pinacotecii din Iași.
Peisaje pictate de Theodor Buiucliu au fost donate de fratele său Grigore Buiucliu Pinacotecii din Iași - Peisajul norvegian (o iarnă), Găinăria (după Couturier), Ruinele gotice, Spălătoresele și Sous bois - și Pinacotecii din București - Note sub copaci (după Vanderbuch), O stâncă, Perspectivă printr-o boltă, Copaci pe malul unui iaz.
Casa din Iași în care a locuit pictorul Theodor Buiucliu, situată pe Strada Păcurari nr. 29, a fost inclusă pe Lista monumentelor istorice din județul Iași având codul de clasificare IS-II-m-B-03977.

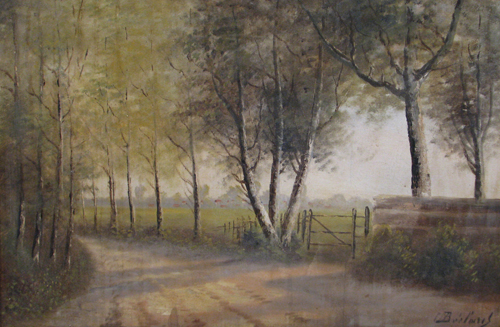
Theodor Buiucliu, Aleea de mesteceni, ulei pe pânză, datat (18)91, 40x59,5 cm
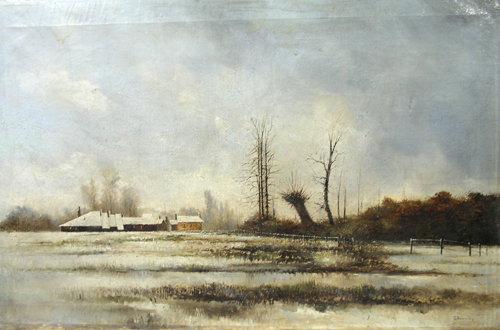
Theodor Buiucliu, Peisaj de iarnă, ulei pe pânză, 62,5x97 cm
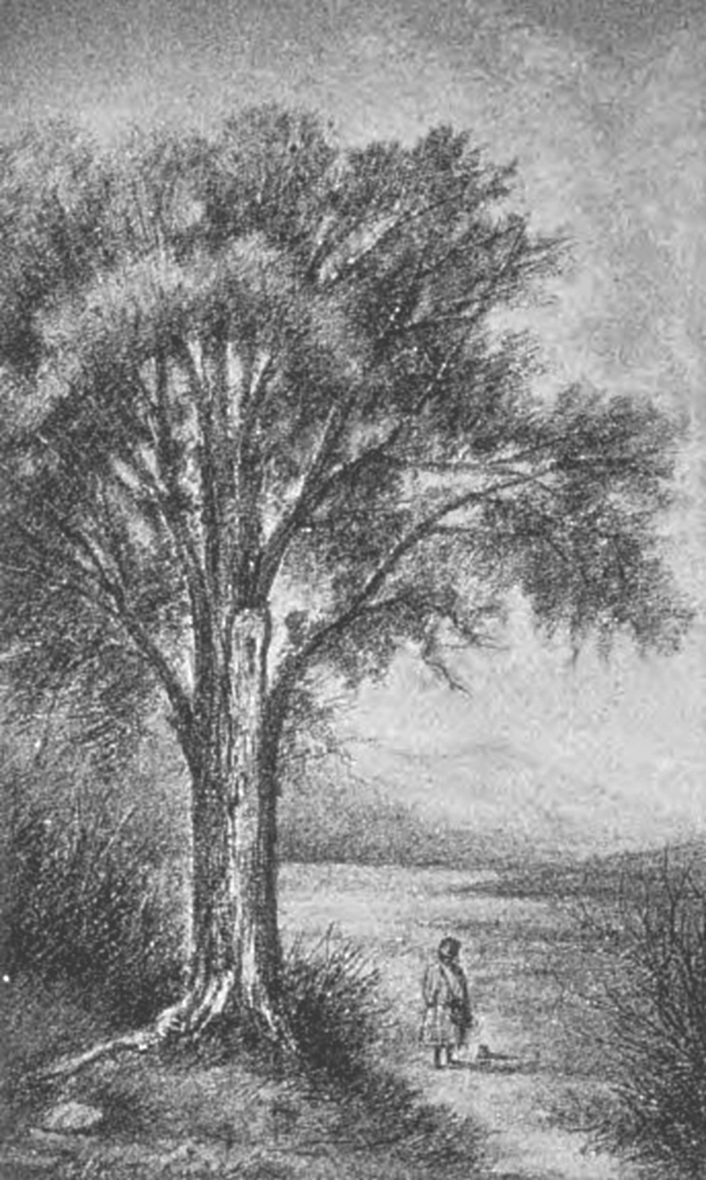
Theodor Buiucliu, Litografie ilustrație la „Pupăza din tei”, Ion Creangă, Amintiri din copilărie şi anecdote, Șaraga, Iași, 1892 (fragmentul Şi cum ajung în dreptul teiului, pun demîncare jos în cărare ...)

## Vezi și
- Familia Buiucliu